# Aleksandr Vlasov (ciclista)
Aleksandr Vlasov (Viburgo, oblast de Leningrado, 23 de abril de 1996) é um ciclista profissional russo que atualmente corre para a equipa Astana.

## Palmarés
- 2018
  - 1 etapa da Toscana Terra dei Ciclismo Eroica
- Giro Ciclistico d'Itália

- 2019
- Campeonato da Rússia em Estrada  
  - 1 etapa da Volta à Áustria

- 2020
  - 1 etapa do Tour La Provence
- Mont Ventoux Dénivelé Challenge[1]
- Giro de Emília[2]

## Resultados em Grandes Voltas e Campeonatos do Mundo
| Carreira           | Carreira           | 2018 | 2019 |
| ------------------ | ------------------ | ---- | ---- |
|                    | Giro d'Italia      | —    | —    |
|                    | Tour de France     | —    | —    |
|                    | Volta a Espanha    | —    | —    |
| Mundial em Estrada | Mundial em Estrada | —    | Ab.  |

—: não participa 

Ab.: abandono 

## Equipas
- Viris Maserati-Sisal-Matchpoin (2016-2017)
- Gazprom-RusVelo[3] (2018-2019)
- Astana[4] (2020-)